# Софіївка (Білгород-Дністровський район)
Софі́ївка — село Шабівської сільської громади в Білгород-Дністровському районі Одеської області, Україна. Населення становить 540 осіб.

## Населення
Згідно з переписом 1989 року населення села, яке тоді входило до складу Адамівської сільської ради, становило 575 осіб, з яких 269 чоловіків та 306 жінок.
За переписом населення 2001 року в селі мешкало 539 осіб.

### Мова
Розподіл населення за рідною мовою за даними перепису 2001 року:
| Мова       | Відсоток |
| ---------- | -------- |
| українська | 74,63 %  |
| російська  | 17,96 %  |
| молдовська | 6,3 %    |
| болгарська | 0,56 %   |
| білоруська | 0,19 %   |

## Відомі люди
- Турчин Ігор Євдокимович — український гандбольний тренер.